# فريديريك برون
فريديريك برون (بالفرنسية: Frédéric Brun)‏ هو كاتب فرنسي، ولد في 30 يونيو 1960 في باريس في فرنسا.